# 33879 Kierstendeen
33879 Kierstendeen este o planetă minoră (asteroid), cu un diametru de 2,281 km, din centura de asteroizi. A fost descoperită pe 7 mai 2000 la Experimental Test Site⁠(d) de Lincoln Near-Earth Asteroid Research. 
Obiectul prezintă o orbită caracterizată de o semiaxă mare de 2,2042852 UAi, o excentricitate de 0,17, o înclinație de 3,60404 ° în raport cu ecliptica.